# Cultura Arapi
O Mégaro de Valestino (30 metros de comprimento) possivelmente pertence a esta cultura; há novos estilos de cerâmica: o interior dos vasos (tigelas bicônicas e ânforas) é vermelho e a técnica Larisa é abundante; decoração marrom escura sobre fundo claro, preto no vermelho e policromático; decoração em preto ou branco sobre fundo vermelho; surgimento de motivos em espiral. Foram encontradas estatuetas esquemáticas de terracota.